# Hovea (del av en befolkad plats i Australien)
Hovea är en del av en befolkad plats i Australien. Den ligger i kommunen Mundaring och delstaten Western Australia, omkring 24 kilometer öster om delstatshuvudstaden Perth. Antalet invånare är 643.
Närmaste större samhälle är Bassendean, omkring 15 kilometer väster om Hovea.
I omgivningarna runt Hovea växer huvudsakligen savannskog. Runt Hovea är det ganska tätbefolkat, med 75 invånare per kvadratkilometer. Genomsnittlig årsnederbörd är 763 millimeter. Den regnigaste månaden är juli, med i genomsnitt 131 mm nederbörd, och den torraste är december, med 14 mm nederbörd.